# ГЕС-ГАЕС Miyun
ГЕС-ГАЕС Miyun — гідроелектростанція на сході Китаю у адміністративно-територіальній одиниці Пекін. 
У 1960 році з метою водопостачання та для захисту від повеней у гірському масиві, котрий формує північну межу міста Пекін, створили водосховище Miyun. Для цього перекрили насипними греблями річки Чаохе та Байхе – лівий та правий витоки Чаобай, яка протікає через східну частину столиці та впадає до Бохайської затоки на північній околиці Тяньцзіня. Споруда на Чаохе має висоту 56 метрів, довжину 1008 метрів, ширину по гребеню 8 метрів та потребувала 5,1 млн м3 матеріалу, тоді як гребля на Байхе при висоті 66 метрів, довжині 960 метрів та ширині по гребеню 8 метрів  потребувала 11,2 млн м3 матеріалу. Крім того, для закриття сідловин знадобились п’ять допоміжних споруд висотою від 16 до 39 метрів та загальною довжиною 2555 метрів, які разом потребували 2,3 млн м3 матеріалу. Утворене в результаті водосховище має припустиме коливання рівня у операційному режимі між позначками 126 та 157,5 метра НРМ, чому відповідає площа поверхні від 46,2 до 179,3 км2 та об’єм 4008 млн м3, з якого 3571 млн м3 відносяться до корисного. Під час повені рівень поверхні у водоймі може збільшуватись до 158,5 метра НРМ, а об’єм – до 4190 млн м3.
Розташований біля греблі Байхе машинний зал обладнали чотирма турбінами типу Френсіс потужністю по 15 МВт. А в 1973-1974 роках їх доповнили двома оборотними турбінами типу Деріяз потужністю по 11 МВт, котрі використовують напір від 28 до 64 метрів та забезпечують підйом на висоту від 31 до 59 метрів. Для використання станції у режимі гідроакумуляції відвідний канал поглибили та розширили, створивши таким чином нижній резервуар (утримання води в ньому забезпечує невеликий бетонний шлюз).
Крім того, біля гребля Чаохе облаштували ще один машинний зал із двома турбінами потужністю по 6 МВт.